# Apéricube

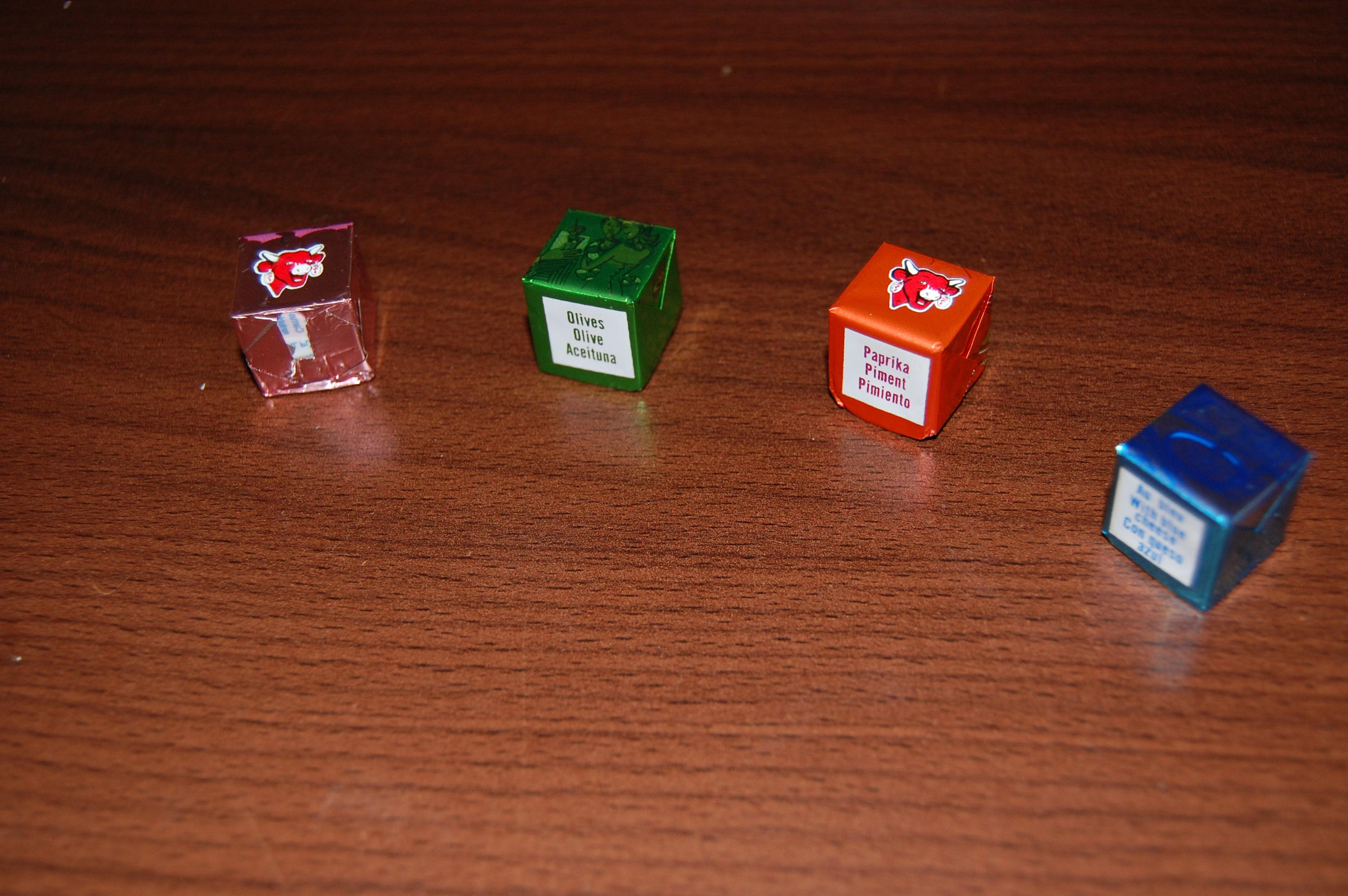
4 apéricubes, da sinistra a destra: Prosciutto, Olive, Paprika, Blu.

Apéricubes è un marchio francese di una serie di formaggi industriali prodotti e distribuiti dal gruppo Bel con il marchio La mucca che ride. 
Dotati di una confezione particolare di forma cubica, sono composti da pasta molle e sono destinati principalmente, come suggerisce il loro nome, al consumo come aperitivo.

## Storia
La creazione dei primi piccoli cubetti di formaggio fuso, ciascuno avvolto in alluminio, risale al 1960. Già a partire dai primi anni della loro diffusione, sono stati pubblicizzati con il seguente slogan: "La Vache qui rit: Apéritif Cocktail" (in italiano, "la mucca che ride: Aperitivo Cocktail"). 
Il loro nome cambia una prima volta nel 1971 in "Apérit-cube", poi una seconda volta nel 1976 con quello attuale: "Apéricubes".
A partire dal 1994, l'interno di ogni singola confezione di Apéricubes, contiene delle domande tratte dal famoso gioco da tavolo Trivial Pursuit. 
In altri paesi e in particolare in Giappone, sono noti con il nome di "Belcube", con riferimento al nome della casa produttrice la "Bel".

## Composizione
La preparazione comprende i seguenti ingredienti: burro, latte in polvere e diversi tipi di formaggi, tra cui: cheddar, gouda, edam, emmental e Comté, tutti privi della loro crosta. 
Questi ingredienti vengono prima aromatizzati e poi sciolti. Dopo questa fase, la miscela ottenuta viene confezionata in singole porzioni cubiche dalle dimensioni di 1,7 cm.

## Aromi

### Aromi usati
Il marchio degli "Apéricubes" ha rilasciato, nel corso degli anni, diverse versioni ciascuna caratterizzata da una combinazione d'ingredienti diversa. 
Nel 2009, possiamo trovare quanto segue:
- Natura
- Cocktail 
  - Prosciutto
  - Paprica
  - Oliva
  - Gorgonzola
- Piccole Ricette Meridionali
  - Aglio ed erbe
  - Blu e noci
  - Pomodori Provenzali
  - Formaggio di capra e rosmarino
- Profumo mediterraneo
  - Aneto Di Cetriolo
  - Verdure al sole
  - Formaggio di capra e rosmarino
- Rete del pescatore
  - Granchio
  - Gamberetto
  - Salmone all'aneto
  - Sapore di capesante in padella
- Cesto della campagna
  - Prosciutto
  - Pomodoro
  - Blu
- Tonico
  - Prosciutto
  - Oliva
  - Salmone
  - Capra
- Long drink
  - Cipolla Fondente
  - Pepe verde
  - Pomodoro
  - Prosciutto

A partire dal 2013, a seguito di una votazione avvenuta nella pagina ufficiale di Facebook del marchio, è stato aggiunto il seguente assortimento:
- Il meglio dei sapori
  - Emmental gratinato
  - Pollo alla griglia
  - Pizza
  - Aglio ed erbe
- Edizione da Collezione (2014) 
  - Salmone affumicato
  - Noce fig
  - Blu
  - Tartufo
- Edizione limitata "Il sapore della festa" (2016) 
  - Tartufo
  - Miele di capra
  - Salmone
  - Blu Noce
- Edizione limitata "Il gusto della festa" (2018) 
  - Miele di capra
  - Prosciutto crudo
  - Blu Noce
  - Aragosta